# Лузитанос
ФК „Лузитанос“ (на португалски: Futebol Club Lusitanos, Футебол Клуб Лузитанос) е футболен клуб от град Андора ла Веля, участва в Шампионат на Андора по футбол.
Отборът е основан през 1999 г. от португалски емигранти и в първия си сезон се състезава във втора дивизия на Андора. След като става шампион още в първата си година, през сезон 2000 – 2001 отборът влиза в Първа дивизия. Отборът завършва на 5 място. Следващия сезон е особено успешен за „Лузитанос“. Отборът печели Купата на Андора.

## Успехи
- Примера Дивисио:
  -  Шампион (2): 2011/12, 2012/13
  -  Второ място (2): 2014/15, 2015/16
  -  Трето място (1): 2010/11

- Сегонда Дивисио:
  -  Шампион (1): 1999 – 2000

- Купа на Андора:
  -  Носител (1): 2002
  -  Финалист (4): 2008, 2009, 2012, 2014

- Суперкупа на Андора:
  -  Носител (2):  2012, 2013

## Лузитанос в Европа
| Сезон   | Турнир          | Кръг   | Страна              | Клуб  | Резултат | Общ резултат |
| ------- | --------------- | ------ | ------------------- | ----- | -------- | ------------ |
| 2010/11 | Лига Европа     | 1 кръг | Работнички (Скопие) | 0 – 6 | 0 – 5    | 0 – 11       |
| 2011/12 | Лига Европа     | 1 кръг | Вараждин            | 0 – 1 | 1 – 5    | 1 – 6        |
| 2012/13 | Шампионска лига | 1 кръг | Валета              | 0 – 1 | 0 – 8    | 0 – 9        |
| 2013/14 | Шампионска лига | 1 кръг | ЕБ/Стреймур         | 2 – 2 | 1 – 5    | 3 – 7        |
| 2015/16 | Лига Европа     | 1 кръг | Уест Хям (Лондон)   | 0 – 1 | 0 – 3    | 0 – 4        |
| 2016/17 | Лига Европа     | 1 кръг | Домжале             | 1 – 2 | 1 – 3    | 2 – 5        |

## Интересни факти
- В първите години отборът се е състоял изцяло от португалски футболисти.